# Byep jezik
Byep jezik (maka, makya, meka, mekae, mekay, mekey, mekye, mika, moka, sjeverni makaa; ISO 639-3: mkk), nigersko-kongoanski jezik, kojim govori oko 9.500 ljudi u kamerunskoj provinciji East, u komunama Messamena, Abong-Mbang, Doume, Nguelemendouka, Diang. Klasificira se jezičnoj podskupini Makaa-Njem (A.80) i široj skupini sjeverozapadnih bantu jezika.
Srodan je ali ne i razumljiv jeziku makaa ili južni makaa [mcp]. Postoje dva dijalekta, byep i besep (besha, bindafum).

## Vanjske poveznice
- Ethnologue (14th)
- Ethnologue (15th)